# Chevrolet Express
As vans das séries G e H da GM, a Chevrolet Express e a GMC Savana, são as vans de maior tamanho da  General Motors. Elas substituíram a GMC Vandura e a Chevrolet Van em 1996. A Express e a Savana tem atualmente 44.8% do mercado de vans grandes nos Estados Unidos.
A Express/Savana é também disponível na versão para passageiros, com 8 à 15 assentos (dependendo do modelo).
Sua base é usada muitas vezes na conversão para trailers.

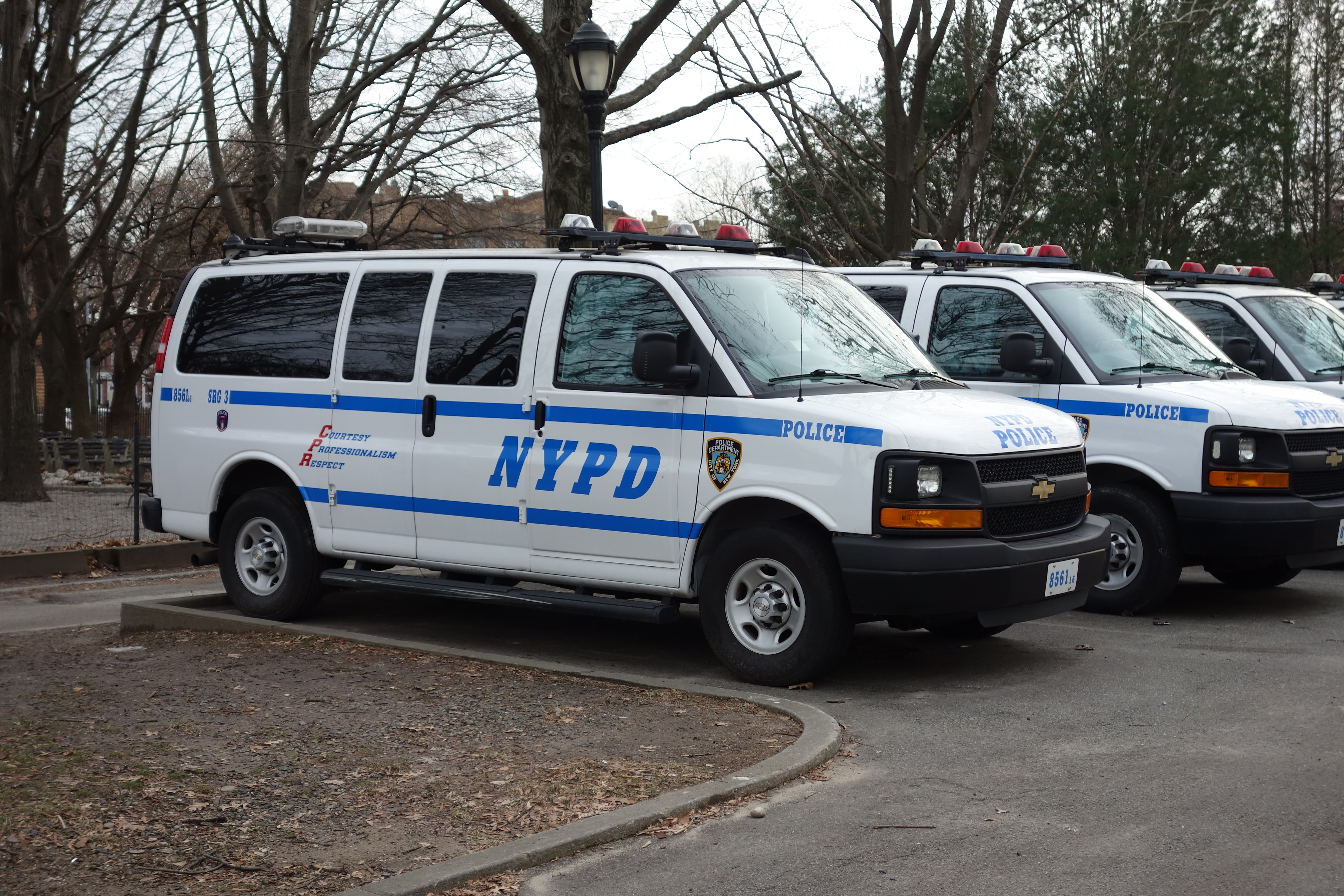
Vans Chevrolets Expresses versão policial.